# 13551 Gadsden
13551 Gadsden (1992 FL1) là một tiểu hành tinh bay qua Sao Hỏa được phát hiện ngày 26 tháng 3 năm 1992 bởi R. H. McNaught ở Siding Spring.